# 안주형 (축구 선수)
안주형(1999년 1월 2일 ~ )는 대한민국의 축구 선수이며 포지션은 공격수이다. 현재 대한민국 K리그2 대전 시티즌에서 활약하고 있다.

## 축구인 생활

### 선수 생활
2018년 대전에 자유선발로 입단한 안주형은 11월 3일 부천 FC 1995와의 경기서 프로 데뷔전을 가졌으며, 이날 경기서 프로 데뷔골을 성공시켰다.